# 教育旅行

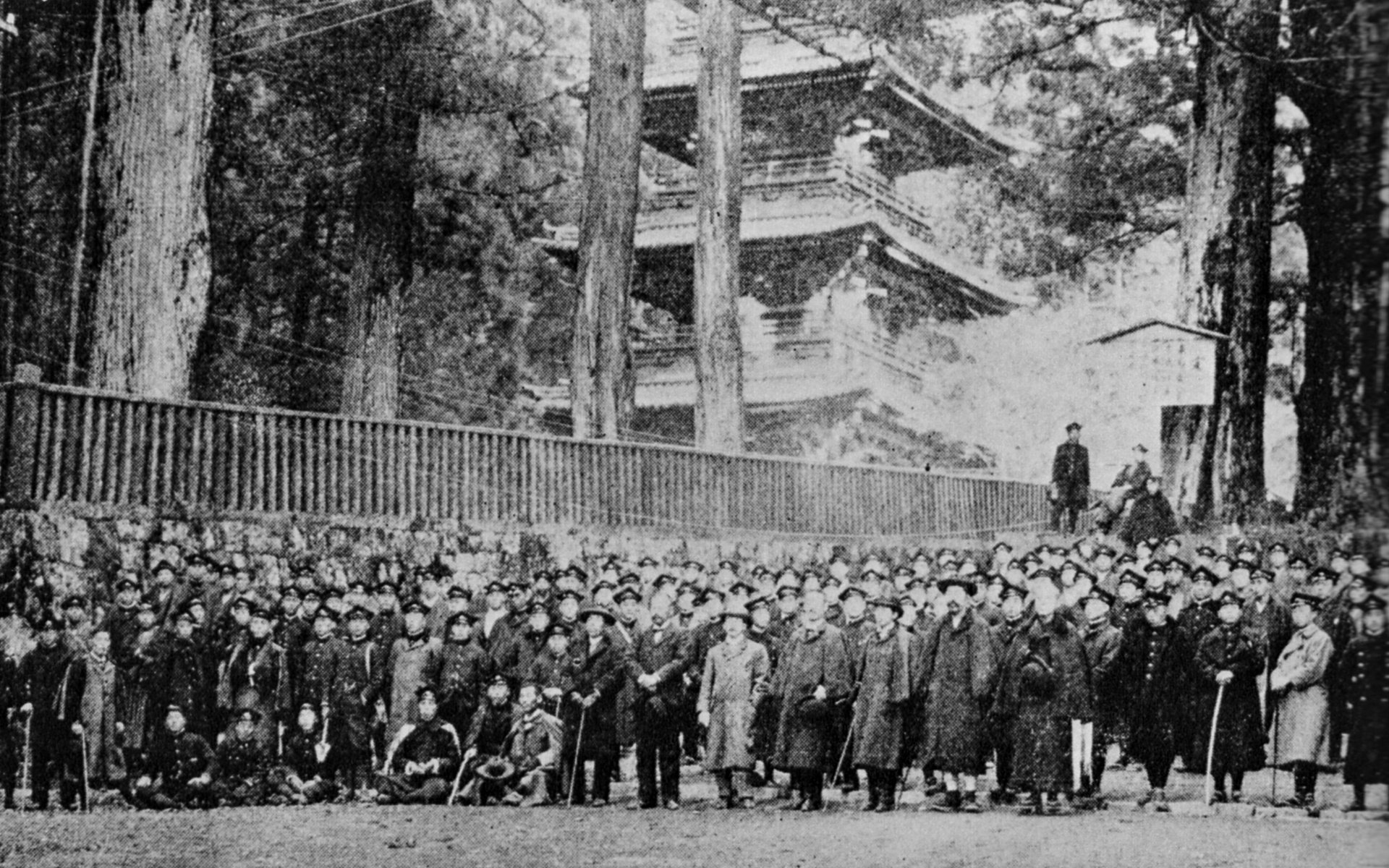
明治大学高等予科の修学旅行
（1904年11月、日光東照宮門前）

教育旅行（きょういくりょこう）とは、教育上の目的で実施される宿泊を伴う旅行（合宿）。学校行事として行われる修学旅行、林間学校、移動教室、宿泊学習、スキー教室等が含まれる。また、欧米等で行われている外国語学校や外国語の学習団体が実施するものも教育旅行に含まれる。このほかイギリスなどのギャップ・イヤーの個人的な長期旅行も教育旅行として扱われることがある。

## 教育旅行の形態
教育旅行の代表的な形態（主要な教育旅行の形態）は地域によって大きく異なる。
アジアの国々では学校（クラス）ごとに行う団体旅行が代表的な教育旅行になっている。しかし、日本の修学旅行は基本的に学年全員を対象とするが、シンガポールでは一般的に30人程度の希望者で教育旅行が実施されるなど、アジアの多くの国々では希望者を集めて行う団体旅行が教育旅行の主要な形態である。これらの教育旅行の主な目的は学校交流、文化体験、民家宿泊、ホームステイ、大学視察、最新技術の見学、観光など様々である。
一方、欧米やオーストラリアなどでは主要な教育旅行として外国語学校や外国語の学習団体が実施するものがある。アメリカやオーストラリアの大学や高校では外国語クラスでクラス単位または有志による教育旅行も多く実施されている。
イギリスでは17世紀中頃から19世紀初頭にかけて上流階級の子息がフランスやイタリアを訪問して主要都市の文化や上流社会を体験するグランドツアーが盛んにおこなわれた。現代でも大学入学前の若者がギャップ・イヤーとして長期旅行や国内外留学、インターンシップなどを行う慣行がみられる。

## 具体的な実施例
- 修学旅行
- 林間学校
- 臨海学校
- 校外学習